# Ichneumon cessator
Ichneumon cessator là một loài tò vò trong họ Ichneumonidae.